# Mastomys coucha
Mastomys coucha — вид гризунів родини мишевих (Muridae), ендемічний для півдня Африки (Ангола, Ботсвана, Лесото, Мозамбік, Намібія, Південна Африка та Зімбабве). Ця миша може мати від 8 до 12 пар молочних залоз (залоз, що виробляють молоко), для порівняння, інші види мишей мають лише 5 пар.

## Оселище й дієта
Mastomys coucha є нічним видом, який вважається екологічним універсалом і зустрічається в широкому спектрі природних середовищ існування. Ці середовища існування включають відкриті трав'янисті місцевості (сухі та вологі), чагарники (сухі та вологі) та напівпустельні місцевості.
M. coucha є опортуністичною всеїдною твариною. Дієта складається з різноманітних рослинних і тваринних ресурсів, включаючи канібалізм, коли ресурси суворо обмежені. Завдяки такій загальній поведінці M. coucha часто зустрічається в порушеному середовищі (посуха, пожежа, надмірний випас худоби тощо).